# Didymoglossum fulgens
Didymoglossum fulgens är en hinnbräkenväxtart som först beskrevs av Carl Frederik Albert Christensen och som fick sitt nu gällande namn av Jacobus Petrus Roux.
Didymoglossum fulgens ingår i släktet Didymoglossum och familjen Hymenophyllaceae. Inga underarter finns listade i Catalogue of Life.